# Савьолова Віра Андріївна
Віра Андріївна Савьолова (нар. 17 грудня 1938, Афанасово, Корочанський район, Бєлгородська область) — український хімік, доктор хімічних наук, професор.

## Біографія
Віра Андріївна Савьолова народилась 17 грудня 1938 року в селі Афанасово, Корочанського району, Бєлгородська область в багатодітній родині. Батько загинув на фронті у 1942 році. 1953 року закінчила Афанасівську семирічну школу, за три роки Корочанську середню школу (із золотою медаллю). 1956 року вступила на хімічний факультет Харківського державного університету, який закінчила 1961 року з відзнакою. Того ж року вступила до аспірантури при кафедрі кінетики і каталізу Харківського державного університету, досліджувала кінетику ацилювання ароматичних амінів арилсульфогалогенідами. 1969 року захистила кандидатську дисертація під керівництвом академіка Л. М. Литвиненка за темою: "Вплив властивостей середовища та органічних каталізаторів на швидкість і механізм процесу утворення арилсульфанілідів"
Після організації Донецького наукового центру, В. А. Савьовлова з 1965 року розпочинає роботу в Донецькому відділення фізико-органічної хімії Інституту фізичної хімії ім. Л. В. Писаржевского АН УРСР (з 1975 року — Інститут фізико-органічної хімії та вуглехімії АН УРСР). Працювала інженером, науковим співробітником, завідувачкою лабораторії та відділу дослідження нуклеофільних реакцій.
1986 року захистила дисертацію на здобуття наукового ступеню доктора хімічних наук за темою «Кінетика і каталіз реакцій нуклеофільного заміщення в ряду похідних сульфонових і карбонових кислот»
2003 року В. А. Савьоловій присуджена Премія НАН України імені О. І. Бродського за цикл наукових праць «Супернуклеофільні системи для розщеплення екотоксикантів – нейротоксинів» у співавторстві з А. Ф. Поповим і Ю. С. Симаненком.
З 2005 року Віра Андріївна працює у Бєлгородському державному університеті.

## Наукова діяльність
Коло наукових інтересів В. А. Савьолової складають дослідження реакційної здатністості органічних сполук, кінетика і механізми органічних реакцій, зокрема реакцій нуклеофільного заміщення; нуклеофільний, біфункціональний та внутрішньомолекулярний каталіз органічних реакцій, а також пошук хімічних систем,які  ефективно розщеплюють екотоксиканти. За роки роботи в Інститут фізико-органічної хімії та вуглехімії В.А. Савьолова підготувала 20 кандидатів хімічних наук, опублікувала 2 монографії, понад 250 статей, 18 винаходів і патентів.

## Нагороди
- Медаль «За доблесну працю в ознаменування 100-річчя від дня народження В. І. Леніна» (1970)
- Медаль «За трудову доблесть» (1981)
- Почесна грамота Національної академії наук України (1988)
- Медаль «Ветеран праці» (1989)
- Премія НАН України імені О. І. Бродського (2003).

## Основні праці
- Литвиненко, Л. М., В. А. Савелова. "Скорость ацилирования ароматических аминов арилсульфогалогенидами в диоксане." Журнал общей химии 38.4 (1968): 747-756.
- Савёлова В.А., Олейник Н.М.  Механизмы действия органических катализаторов: бифункциональный и внутримолекулярный катализ. - К.: Издательство "Наукова думка", 1990. — 296 с.
- Simanenko, Yurii S.; Popov, Anatolii F.; Prokop’eva, Tat’yana M.; Savelova, Vera A.; Belousova, Irina A.; Zubareva, Tat’yana M. (1 січня 1994). Hydroxylamine Anion as a Strong Acceptor of Acyl Groups. Mendeleev Communications (англ.). Т. 4, № 6. с. 210—212. doi:10.1070/MC1994v004n06ABEH000417. ISSN 0959-9436.
- Simanenko; Popov, A. F.; Prokop'eva, T. M.; Karpichev, E. A.; Savelova, V. A.; Suprun, I. P.; Bunton, C. A. (1 вересня 2002). Inorganic Anionic Oxygen-Containing α-Nucleophiles-Effective Acyl Group Acceptors: Hydroxylamine Ranks First among the α-Nucleophile Series. Russian Journal of Organic Chemistry (англ.). Т. 38, № 9. с. 1286—1298. doi:10.1023/A:1021699628721. ISSN 1608-3393.
- Simanenko, Yuri S.; Savelova, Vera A.; Prokop'eva, Tatyana M.; Mikhailov, Vasily A.; Turovskaya, Marya K.; Karpichev, Eugen A.; Popov, Anatolii F.; Gillitt, Nicholas D.; Bunton, Clifford A. (1 грудня 2004). Bis(dialkylamide)hydrogen Dibromobromate Precursors of Hypobromite Ion in Reactions with Nerve and Blister Agent Simulants. The Journal of Organic Chemistry. Т. 69, № 26. с. 9238—9240. doi:10.1021/jo0402430. ISSN 0022-3263.